# 召西奴
召西奴（約前66年—前6年），亦作昭西奴，是东北亚古国高句麗建國神話裡的女性傳説人物，相傳是其開國君主東明王高朱蒙的第二任妻子。
根据古代朝鲜传说，召西奴本是扶余民族沸流族族長、卒本郡大郡長延陀勃的女兒，有關她及其子身世有兩種說法，皆收錄於朝鮮半島史書《三國史記》裡。其中一種說法指出，召西奴是延陀勃的次女，當時朱蒙逃出東扶餘來到卒本，因為延陀勃無子，所以把召西奴嫁與朱蒙之後，讓朱蒙繼承他的王位；而百濟的兩位開國君主沸流和溫祚是他們的兒子，他們與高句麗的琉璃明王是同父異母兄弟，他在朱蒙死前半年到高句麗被立為世子，二人恐為太子所不容，與召西奴南下漢江一帶自別一部。另一種說法指：沸流和溫祚兩兄弟原為北扶餘王解夫婁的庶孫，他們的父親名叫優台；後來優台逝世，朱蒙來到卒本，並與召西奴成親，把卒本變得非常強盛。
而根据现今北韓官方说法，召西奴是高句丽五部之一的桂娄部（即沸流族）贵族延陀勃之女，前夫为优台；因优台早故，后来她嫁给了离开扶余来到卒本川一带的朱蒙。朱蒙在召西奴的帮助下，于前277年建立了高句丽。

## 家族

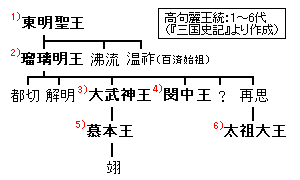
《三國史記》中的高句麗世系

- 父：延陀勃
- 母：
- 夫：東明王朱蒙
- 子：
  - 沸流王
  - 溫祚王

## 相关影视剧
- 《朱蒙》（주몽），主演韓惠軫
- 《近肖古王》，主演鄭愛利

## 注解
1. ↑  为高句丽和百济的建国作出了贡献的女人[永久]